# Livezile (okręg Vrancea)
Livezile – wieś w Rumunii, w okręgu Vrancea, w gminie Vizantea-Livezi. W 2011 roku liczyła 641
mieszkańców.